# Anatolij Volkov
Anatolij Filippovič Volkov (in russo Анатолий Филиппович Волков?; 8 marzo 1948) è un ex tennista sovietico.

## Carriera
Nei tornei del Grande Slam ha ottenuto il suo miglior risultato raggiungendo i quarti di finale di doppio misto all'Open di Francia nel 1975, in coppia con la rumena Mariana Simionescu.
In Coppa Davis ha giocato un totale di 2 partite, perdendole entrambe.